# Zmarli w kwietniu 2018

## Kwiecień 2018
- 30 kwietnia
  - Manfredo do Carmo – brazylijski matematyk[1]
  - Rudolf Cohen – niemiecki psycholog[2]
  - Elisa Izaurralde – urugwajska biochemiczka[3]
  - Anatole Katok – amerykański matematyk[4]
  - Idris Hasan Latif – indyjski polityk i wojskowy[5]
  - Naresh Sohal – indyjski kompozytor[6]
- 29 kwietnia
  - Adam Andriaszkiewicz – polski samorządowiec, wiceburmistrz Choszczna (2006–2014), starosta choszczeński (2014–2018)[7]
  - Ewa Dyakowska-Berbeka – polska scenografka[8]
  - Krista Kostial-Šimonović – chorwacka lekarka[9]
  - Wiesław Jerzy Koziara – polski specjalista nauk rolniczych, prof. dr hab.[10]
  - Rose Laurens – francuska piosenkarka[11][12]
  - Lil Lonnie – amerykański raper[13]
  - Robert Mandan – amerykański aktor[14][15]
  - Michael Martin – brytyjski polityk, par dożywotni Izby Lordów[16]
  - Luis García Meza Tejada – boliwijski polityk i wojskowy, prezydent Boliwii w latach 1980–1981[17]
  - Fritz Mierau – niemiecki slawista i historyk literatury[18]
  - Andrzej Orłoś – polski jeździec, olimpijczyk (1960)[19]
  - Lester James Peries – lankijski reżyser, scenarzysta i producent filmowy[20]
  - Artur Rogowski – polski strzelec, olimpijczyk (1972)[21][22]
  - Clemens Schmeing – niemiecki benedyktyn, opat[23]
  - Edward Szmidt – polski lekkoatleta, olimpijczyk (1956)[24][25]
  - Bruce Taafe – australijski rugbysta[26]
  - Simone La Terra – włoski alpinista i himalaista[27][28][29]
  - Henryk Zydorczak – polski regionalista[30][31]
- 28 kwietnia
  - Janina Aleszewicz-Baranowska – polski kardiolog[32]
  - Larry Harvey – amerykański artysta, założyciel festiwalu Burning Man[33]
  - Jan Jagodzik – polski lotnik, społecznik, sybirak[34][35]
  - Brooks Kerr – amerykański pianista jazzowy[36]
  - Judith Leiber – amerykańska projektantka mody[37]
  - Ramón López Carrozas – hiszpański duchowny katolicki, biskup[38]
  - Chokri Mamoghli – tunezyjski ekonomista[39]
  - Arthur Paul – amerykański grafik[40]
  - Henryk Prudło – polski piłkarz[41]
  - Art Shay – amerykański fotograf[40]
  - Andrzej Straszak – polski informatyk, prof. dr hab. inż.[42][43]
  - Bruce Tulloh – brytyjski lekkoatleta[44]
- 27 kwietnia
  - Álvaro Arzú – gwatemalski polityk, prezydent Gwatemali w latach 1996–2000[45]
  - Maýa Kulyýewa – turkmeńska śpiewaczka operowa[46]
  - Janusz Modrzyński – polski muzealnik[47]
  - Bernard Murat – francuski polityk[48]
  - Paweł Waniorek – polski koszykarz i działacz sportowy[49][50]
  - Paul Junger Witt – amerykański producent filmowy[51]
  - Roy Young – brytyjski piosenkarz i klawiszowiec gatunku rock and roll[52]
- 26 kwietnia
  - Jerzy Grzelak – polski uczestnik II wojny światowej, zegarmistrz, kawaler orderów[53][54]
  - Piotr Barełkowski – polski architekt[55]
  - Bodo Buschmann – niemiecki przedsiębiorca[56]
  - Jean Duprat – francuski polityk[57]
  - Philip Hoff – amerykański polityk[58]
  - Yoshinobu Ishii – japoński piłkarz[59]
  - Pietro Marzotto – włoski przedsiębiorca[60]
  - Félix Mata – wenezuelski lekkoatleta[61]
  - Charles Neville – amerykański saksofonista R&B, muzyk zespołu The Neville Brothers[62][63]
  - Elvira Orphée – argentyńska pisarka[64]
  - Gianfranco Parolini – włoski reżyser filmowy[65]
  - Pierre Plateau – francuski duchowny katolicki, arcybiskup[66]
  - Danuta Wielebińska – polska ekonomistka, działaczka państwowa i społeczna, wicewojewoda wrocławska (1975–1986)[67]
- 25 kwietnia
  - Shuhrat Abbosov – uzbecki aktor, reżyser i scenarzysta filmowy[68]
  - Adebayo Adedeji – nigeryjski polityk, pracownik ONZ[69]
  - Laura Aguilar – amerykańska fotoreporterka[70]
  - Michael Anderson – brytyjski reżyser filmowy[71]
  - Abbas Attar – irańsko–francuski fotograf[72]
  - Holger Biege – niemiecki piosenkarz i kompozytor[73]
  - Gregorio Casal – meksykański aktor[74]
  - Andrzej Cuber – polski duchowny katolicki, prezenter telewizyjny (Ziarno)[75]
  - Zdzisław Cygan – polski specjalista nauk technicznych, prof. dr hab. inż.[76][77]
  - Johnny Danger – nowozelandzki filmowiec, kaskader[78]
  - Bjørn Hansen – norweski piłkarz, trener[79]
  - Jan Jeszka – polski naukowiec, specjalista żywienia, etiolog, prof. dr hab.[80]
  - Sofia Kisselov – izraelska malarka, artysta plastyk[81]
  - Hans-Reinhard Koch – niemiecki duchowny katolicki, biskup[82]
  - Steven Marcus – amerykański literaturoznawca[83]
  - Henryk Prajs – polski kawalerzysta pochodzenia żydowskiego, uczestnik II wojny światowej, kawaler orderów[84]
  - Axel Simon – niemiecki przedsiębiorca[85]
- 24 kwietnia
  -  Bonifacy Całusiński – polski dyplomata, ekonomista i działacz partyjny, chargé d’affaires ambasady PRL w Birmie (1975–1976)[86]
  - Jadwiga Doering – polska kajakarka, olimpijka (1968)[87][88]
  - Victor Garaygordóbil Berrizbeitia – hiszpański duchowny katolicki, biskup[89]
  - Rick Dickinson – amerykański projektant, twórca wzorów użytkowych[90]
  - Klaus Heinrich Keller – niemiecki malarz[91]
  - Karl Heinz Lemmrich – niemiecki polityk[92]
  - Henri Michel – francuski piłkarz, trener[93]
  - Jerzy Monkiewicz – polski specjalista w zakresie nauk rolniczych, prof. dr hab.[94][95]
  - Hariton Pushwagner – norweski malarz i grafik, przedstawiciel pop-artu[96]
  - Emma Smith – brytyjska pisarka[97]
  - Andres Taul – estoński duchowny katolicki, biskup[98]
- 23 kwietnia
  - Stanisław Akanowicz – litewski pedagog i polityk, poseł na Sejm Republiki Litewskiej (1990–1992)[99]
  - Liri Belishova – albańska polityk komunistyczna i więźniarka polityczna[100]
  - Herbert Denicolò – włoski polityk[101]
  - Bob Dorough – amerykański muzyk jazzowy[102]
  - Sachio Kinugasa – japoński baseballista[103]
  - Stanisław Malarski – polski prawnik, profesor nadzwyczajny Uniwersytetu Opolskiego[104]
  - Wilhelm Riebniger – niemiecki polityk[105]
  - Arthur B. Rubinstein – amerykański kompozytor[106]
  - Hiroaki Tanaka – japoński wykładowca akademicki, twórca i promotor slow joggingu[107][108]
  - Vladimír Weiss – słowacki piłkarz[109]
  - Józef Ząbecki – polski architekt[110]
- 22 kwietnia
  - Thorsten Andersson – szwedzki językoznawca[111]
  - Keith Ashfield – kanadyjski polityk[112]
  - Demeter Bitenc – słoweński aktor[113]
  - Nino Churcidze – gruzińska szachistka[114]
  - Eugeni Forcano – hiszpański fotograf[115]
  - Jan Romuald Horoch – polski uczestnik II wojny światowej, żołnierz Armii Krajowej, uczestnik powstania warszawskiego, kawaler orderów[116]
  - Kazimierz Radowicz – polski pisarz i scenarzysta[117][118]
  - Hoyt Patrick Taylor – amerykański polityk[119]
  - Władysław Włosiński – polski specjalista w zakresie materiałoznawstwa i połączenia metali z niemetalami, prof. dr hab. inż. czł. rzecz. PAN[120][121]
  - Jur Zieliński – polski piłkarz i trener[122]
- 21 kwietnia
  - Jan Bułkowski – polski działacz sportowy, trener lekkoatletyki[123][124]
  - Jeff Butcher – kanadyjski dziennikarz i tłumacz zamieszkały w Polsce, aktor serialu Ranczo[125]
  - Pierre Ceyrac – francuski polityk i przedsiębiorca, członek Zgromadzenia Narodowego, eurodeputowany (1989–1994)[126]
  - Robert Kates – amerykański geograf[127]
  - Tadeusz Kopoczek – polski dziennikarz i fotograf, działacz harcerski[128]
  - Guggi Löwinger – austriacka piosenkarka, aktorka i tancerka[129]
  - Nelson Pereira dos Santos – brazylijski reżyser i scenarzysta[130]
  - Nabi Tajima – japońska superstulatka, najstarsza osoba na świecie, ostatnia żyjąca osoba urodzona w XIX wieku[131]
  - Huguette Tourangeau – francusko-kanadyjska śpiewaczka operowa[132]
  - Verne Troyer – amerykański aktor i kaskader[133]
- 20 kwietnia
  - Roy Bentley – angielski piłkarz[134]
  - Tim „Avicii” Bergling – szwedzki DJ, producent muzyczny[135]
  - Leopoldo Cantancio – filipiński bokser[136]
  - Pedro Erquicia – hiszpański dziennikarz[137]
  - Anne Gibson – brytyjska działaczka związkowa, par dożywotni Izby Lordów[138]
  - Leszek Skorupa – polski sztangista, olimpijczyk (1976)[139]
  - John Stride – angielski aktor[140]
  - Al Swift – amerykański polityk[141]
  - Charles Zwick – amerykański polityk[142]
  - Wiesław Żylski – polski specjalista w zakresie dynamiki maszyn, robotyki i mechatroniki, prof. dr hab. inż.[143][144]
- 19 kwietnia
  - Stuart Colman – angielski muzyk, producent nagrań[145]
  - Bernd Fischer – niemiecki politolog, funkcjonariusz Stasi[146]
  - Ryszarda Grzybowska – polska pisarka i tłumaczka[147][148]
  - Wacław Jarmołowicz – polski ekonomista, prof. zw. dr hab.[149]
  - Zofia Kalińska – polska aktorka i reżyserka teatralna[150]
  - Andrzej Karbowiak – polski piłkarz[151]
  - Zacharias Jimenez – filipiński duchowny katolicki, biskup[152]
  - Korneliusz (Jakobs) – estoński biskup prawosławny, zwierzchnik Estońskiego Kościoła Prawosławnego[153]
  - Władimir Lachow – ukraiński kosmonauta[154]
  - Walter Moody – amerykański morderca[155]
  - Salih Ali as-Samad – jemeński polityk, przewodniczący Najwyższej Rady Politycznej[156]
  - Gil Santos – amerykański prezenter radiowy[157]
  - Mark Vallance – amerykański wspinacz i przedsiębiorca[158]
  - Agnes-Marie Valois – francuska zakonnica[159]
  - Abraham Viruthakulangara – indyjski duchowny katolicki, arcybiskup[160]
- 18 kwietnia
  - Grigori Gamarnik – radziecki zapaśnik[161]
  - Benedykt Gugała – polski lekkoatleta, długodystansowiec[162]
  - Bohdan Onichimowski – polski dziennikarz[163][164]
  - Andy Rihs – szwajcarski przedsiębiorca[165]
  - Bruno Sammartino – włoski wrestler[166]
  - Willibald Sauerländer – niemiecki historyk sztuki[167]
  - Henk Schouten – holenderski piłkarz[168]
  - Wolfgang Spanier – niemiecki polityk[169]
  - Max Weinberg – niemiecki malarz narodowości żydowskiej[170]
  - Dale Winton – brytyjski prezenter radiowy i telewizyjny[171]
- 17 kwietnia
  - Big Tom – irlandzki muzyk[172]
  - Bolesław Boczek – polski prawnik, profesor politologii i prawa w USA[173][174]
  - Barbara Bush – amerykańska pierwsza dama, żona 41. prezydenta Stanów Zjednoczonych George’a H.W. Busha[175][176]
  - Vittorino Chiusano – włoski menedżer i polityk, europoseł[177]
  - David Foley – amerykański duchowny katolicki, biskup[178]
  - Jeroen Goeleven – belgijski kolarz[179]
  - Peter Guidi – włoski muzyk jazzowy[180]
  - Stanisław Likiernik – polski politolog, działacz konspiracji niepodległościowej w czasie II wojny światowej, kawaler Orderu Virtuti Militari[181]
  - Karl Rawer – niemiecki fizyk[182]
  - Randy Scruggs – amerykański muzyk country[183]
  - Józef Śliż – polski duchowny katolicki, prałat[184]
  - Władimir Tykke – rosyjski aktor i reżyser teatralny[185]
  - Tadeusz Willan – mazurski pisarz, dziennikarz i działacz społeczny, przewodniczący Stowarzyszenia Mazurskiego[186]
  - Jan Wolski – polski ukłan, uczestnik II wojny światowej, kawaler Orderu Virtuti Militari[187][188]
- 16 kwietnia
  - Harry Anderson – amerykański aktor[189]
  - Witold Bartnik – polski gastroenterolog i specjalista chorób wewnętrznych, prof. dr n. med.[190][191]
  - Gustav Born – niemiecki farmakolog[192]
  - Choi Eun-hee – południowokoreańska aktorka[193]
  - Florea Dumitrescu – rumuński polityk, dyplomata[194]
  - Pamela Gidley – amerykańska aktorka[195]
  - Günter Högner – austriacki muzyk[196]
  - Dona Ivone Lara – brazylijska piosenkarka[197]
  - Ivan Mauger – nowozelandzki żużlowiec, sześciokrotny indywidualny mistrz świata[198][199]
  - Paul Singer – brazylijski socjolog i ekonomista[200]
  - Rein Tölp – estoński lekkoatleta[201]
  - Zdzisław Wajda – polski lekarz, profesor[202]
- 15 kwietnia
  - Willibald Bezler – niemiecki kompozytor muzyki sakralnej[203]
  - Maxim Borodin – rosyjski dziennikarz śledczy[204]
  - R. Lee Ermey – amerykański aktor[205]
  - Michael Halliday – brytyjski językoznawca[206]
  - Peter Lloyd – brytyjski flecista i pedagog[207]
  - Helmut Lölhöffel – niemiecki dziennikarz[208]
  - Boki Milošević – serbski muzyk klarnecista[209]
  - Vittorio Taviani – włoski reżyser filmowy[210]
  - Stefano Zappalà – włoski polityk, eurodeputowany[211]
- 14 kwietnia
  - Daedra Charles, amerykańska koszykarka, trenerka, komentatorka sportowa[212]
  - Pavlina Apostolova – macedońska śpiewaczka operowa[213]
  - Hadassa Ben-Itto – izraelski prawnik[214]
  - Isabella Biagini – włoska aktorka[215]
  - Rinaldo Fidel Brédice – argentyński duchowny katolicki, biskup[216]
  - David Buckel – amerykański prawnik, obrońca homoseksualistów, działacz na rzecz ochrony środowiska[217]
  - Daedra Charles – amerykańska koszykarka[218]
  - Hal Greer – amerykański koszykarz[219]
  - Arthur Handtmann – niemiecki inżynier i przedsiębiorca[220]
  - Jean-Claude Malgoire – francuski muzyk oboista, dyrygent[221]
  - Jon Michelet(inne języki) – norweski pisarz i dziennikarz[222]
  - Kirk Simon – amerykański reżyser i producent filmowy[223]
  - Milan Škampa – czeski skrzypek i pedagog[224]
  - Włodzimierz Walczak – polski działacz partyjny i państwowy, wicewojewoda ciechanowski[225]
- 13 kwietnia
  - Art Bell – amerykański pisarz, prezenter radiowy[226]
  - Rolf Budde – niemiecki producent muzyczny[227]
  - Zbigniew Bujarski – polski kompozytor i malarz[228][229]
  - Heinrich Ferenczy – austriacki zakonnik, benedyktyn[230]
  - Walter Fink – niemiecki przedsiębiorca, mecenas sztuki[231]
  - Miloš Forman – czeski reżyser filmowy, zamieszkały i tworzący w Stanach Zjednoczonych[232]
  - Franz Möller – niemiecki polityk[233]
- 12 kwietnia
  - Gyula Babos – węgierski gitarzysta jazzowy[234]
  - Alex Beckett – brytyjski aktor[235]
  - Tadeusz Bereda – polski policjant, były Zastępcą Komendanta Stołecznego Policji[236]
  - Giuliano Cenci – włoski rysownik, twórca filmów animowanych[237]
  - Ronald Chesney – brytyjski harmonijkarz i scenarzysta komediowy[238]
  - Deborah Coleman – amerykańska piosenkarka bluesowa[239]
  - Irwin Gage – amerykański pianista i akompaniator[240]
  - Juozas Karvelis – litewski polityk[241]
  - Zoran Krasić – serbski prawnik, polityk, minister handlu[242]
  - John Melcher – amerykański polityk[243]
  - Sergio Pitol – meksykański pisarz, dyplomata[244]
  - Daphne Sheldrick – kenijska działaczka na rzecz praw zwierząt[245][246]
  - Włodzimierz Smoliński – polski zapaśnik, olimpijczyk (1960)[247]
  - Richard Straube – niemiecki pastor i pisarz[248]
  - Jacek Tittenbrun – polski socjolog[249]
  - Tomasz Wojnar – polski wokalista, gitarzysta punkrockowy, autor tekstów piosenek, lider zespołu Defekt Muzgó[250]
- 11 kwietnia
  - Gillian Ayres – brytyjska malarka[251]
  - Karen Dawisha – amerykańska pisarka i politolog[252]
  - Włodzimierz Kapczyński – polski uczestnik II wojny światowej oraz powojenny działacz podziemia antykomunistycznego, kawaler orderów[253]
  - Aimo Mäenpää – fiński zapaśnik, wicemistrz Europy (1969), medalista mistrzostw nordyckich[254]
  - Jean-Claude Servan-Schreiber – francuski polityk[255].
  - Carmen Stănescu – rumuńska aktorka[256]
- 10 kwietnia
  - Ryszard Dziadek – polski piłkarz[257][258]
  - F’murr – francuski rysownik, autor komiksów[259]
  - Joseph McClatchy – amerykański pisarz[260]
  - Fergie McCormick – nowozelandzki rugbysta[261]
  - Yvonne Staples – amerykańska piosenkarka rhytm and blues[262]
  - Sauro Tomà – włoski piłkarz[263]
  - Mirosław Wojtkowski – polski dyplomata[264]
- 9 kwietnia
  - Stefan Mustafa Abramowicz – polski ułan pochodzenia tatarskiego, uczestnik II wojny światowej, kawaler orderów[265]
  - Christa Gottschalk – niemiecka aktorka[266]
  - Jonathan Hess – amerykański germanista i judaista[267]
  - Edelgard Huber von Gersdorff – niemiecka superstulatka[268]
  - Felipe Tejeda García – meksykański duchowny katolicki, biskup pomocniczy Meksyku[269]
  - Andrzej Wróblewski – polski prawnik i urzędnik, sędzia Naczelnego Sądu Administracyjnego, wiceprezes Państwowej Komisji Wyborczej (1990–2000)[270]
  - Edward Zajiček – polski kierownik produkcji, profesor zwyczajny PWSFTViT w Łodzi[271]
- 8 kwietnia
  - Leila Abaszidze – gruzińska aktorka, reżyserka i scenarzystka filmowa, pisarka[272][273]
  - António Barros – portugalski piłkarz[274][275]
  - Nathan Davis – amerykański saksofonista jazzowy[276]
  - Michael Goolaerts – belgijski kolarz[277]
  - Juraj Herz – czeski aktor, reżyser i scenarzysta filmowy[278]
  - Efraín Jara Idrovo – ekwadorski poeta i pisarz[279]
  - André Lerond – francuski piłkarz[280]
  - Chuck McCann – amerykański aktor[281]
  - John Miles – brytyjski kierowca wyścigowy[282]
  - Maria Radomska – polska profesor agrotechnik[283]
  - Hermann Schnipkoweit – niemiecki polityk[284]
  - Kazimierz Zając – polski działacz kombatancki, więzień niemieckich nazistowskich obozów koncentracyjnych[285]
- 7 kwietnia
  - Munin Barua – indyjski reżyser filmowy[286]
  - Peter Grünberg – niemiecki fizyk, laureat Nagrody Nobla[287]
  - Gerd Honsik – austriacki pisarz, negacjonista Holocaustu[288]
  - Ángel Peralta – hiszpański toreador[289]
  - Andrzej Pokorski – polski działacz opozycji w okresie PRL[290][291]
  - Helma Schimke – austriacka alpinistka[292]
  - Božidar Smiljanić – chorwacki aktor[293]
  - Mirosław Kazimierz Spiechowicz – polski uczestnik II wojny światowej, działacz kombatancki, kawaler orderów[294]
- 6 kwietnia
  - Daniel Akaka – amerykański polityk[295]
  - Daniel Chavarría(inne języki) – urugwajski pisarz[296]
  - Jacques Higelin – francuski piosenkarz i aktor[297]
  - Elżbieta Idczak – polska optyczka, prof. dr hab.[298]
  - Zbigniew Kubiak – polski dziennikarz sportowy[299]
  - Alaksandr Kurłowicz – białoruski sztangista[300]
  - Donald McKayle – amerykański tancerz i choreograf[301]
  - Pavol Paška – słowacki polityk[302]
  - Antoni Pszoniak – polski aktor filmowy i teatralny[303]
  - Reinhard Rürup – niemiecki historyk[304]
  - Jurata Bogna Serafińska – polska pisarka, poetka, publicystka[305][306]
- 5 kwietnia
  - Maurice Bellet – francuski duchowny katolicki, teolog, filozof[307]
  - Zdzisław Biegański – polski samorządowiec i prawnik[308]
  - Eric Bristow – brytyjski darter[309]
  - Wiesław Koński – polski dziennikarz i prasoznawca, doktor nauk humanistycznych[310]
  - Tim O’Connor – amerykański aktor[311]
  - Branislav Pokrajac – serbski piłkarz ręczny, trener[312]
  - Isao Takahata – japoński reżyser filmowy, producent i scenarzysta anime[313]
  - Cecil Taylor – amerykański muzyk jazzowy, pianista i poeta[314][315]
  - Jan Waleński – polski samorządowiec, burmistrz Kobylina w latach 1990–2006[316]
- 4 kwietnia
  - Ignacy Piotr VIII Abdel-Ahad – syro-katolicki duchowny, patriarcha Antiochii[317]
  - Ferry Ahrlé – niemiecki malarz[318]
  - Barbara Bittnerówna – polska tancerka baletowa[319]
  - Don Cherry – amerykański piosenkarz pop, golfista[320]
  - Gertrude Jeannette – afroamerykańska aktorka[321]
  - Soon-Tek Oh – amerykański aktor koreańskiego pochodzenia[322]
  - Alfred Payrleitner – austriacki dziennikarz i publicysta[323]
  - Johnny Valiant – amerykański wrestler[324]
  - Ray Wilkins – angielski piłkarz[325]
- 3 kwietnia
  - Leszek Allerhand – polski lekarz, doktor nauk medycznych[326]
  - Jerzy Ćmak – polski leśnik, prof. dr hab.[327][328]
  - Stanisław Dowhan – polski działacz sportowy[329]
  - Ron Dunbar – amerykański autor piosenek, producent muzyczny[330]
  - David Edgerton – amerykański przedsiębiorca, założyciel korporacji Burger King[331]
  - Biruta Fąfrowicz – polska lekarka, specjalistka ftyzjatrii i chorób płuc, prof. dr hab.[332]
  - Mieczysław Hańderek – polski rzeźbiarz[333]
  - Lill-Babs – szwedzka piosenkarka[334][335]
  - Arrigo Petacco – włoski pisarz i dziennikarz[336]
  - Andrzej Rakowski – polski muzykolog, członek rzeczywisty PAN[337]
  - Burton Smith – amerykański projektant komputerów[338]
  - Włodzimierz Śliwczyński – polski architekt, inżynier, wieloletni wiceprzewodniczący Komitetu Opieki nad Kopcem Józefa Piłsudskiego w Krakowie[339]
- 2 kwietnia
  - Susan Anspach – amerykańska aktorka[340]
  - Paco Camarasa – hiszpański pisarz i księgarz[341]
  - Emmanuel Cauchy – francuski lekarz, ratownik górski[342]
  - Alton Ford – amerykański koszykarz[343][344]
  - Kazimierz Gancewski – polski działacz społeczny, regionalista i publicysta, Honorowy Obywatel Gminy Świebodzin[345]
  - Morris Halle – łotewski językoznawca[346]
  - Zbigniew Łapiński – polski muzyk pianista, kompozytor, akompaniator[347]
  - Winnie Mandela – południowoafrykańska polityk, działaczka na rzecz praw człowieka[348]
  - Tomasz Misiak – polski fotograf[349]
  - Antoni Młotek – polski duchowny katolicki, profesor nauk teologicznych[350]
  - Alma Monkauskaitė – litewska polityk i lekarka[351]
  - Ahmed Janka Nabay – sierraleoński muzyk i kompozytor[352]
  - Elie Onana – kameruński piłkarz[353]
  - Augustyn Ponikiewski – polski geograf i etnograf, prof. dr hab.[354][355]
  - Paul Sinibaldi – francuski piłkarz[356]
  - Zbigniew Woroniecki – polski samorządowiec i nauczyciel, starosta strzeliński (1999–2002)[357]
- 1 kwietnia
  - Steven Bochco – amerykański pisarz, scenarzysta i producent telewizyjny[358]
  - Ricardo Pedro Chaves Pinto Filho – brazylijski duchowny katolicki, arcybiskup[359]
  - Kazimierz Gierżod – polski pianista, pedagog muzyczny[360]
  - Stanisław Hrymnak – polski piłkarz, trener, działacz sportowy[361]
  - Julien Janaudy – francuski rugbysta[362]
  - Paweł Józefowicz – polski wspinacz[363]
  - Agim Karagjozi – albańsko-amerykański inżynier i polityk, działacz Balli Kombëtar[364]
  - Zuzanna Kawulok – polska artystka ludowa, poetka, skrzypaczka, hafciarka, działaczka kulturalna i społeczna[365]
  - Jánosné Keserű – węgierska polityk[366]
  - Evert Kron – holenderski piłkarz wodny[367]
  - Anna Medwenitsch – austriacka superstulatka[368]
  - Efraín Ríos Montt – gwatemalski polityk, wojskowy, dyktator[369]
  - Audrey Morris – amerykańska piosenkarka i pianistka jazzowa[370]
  - Jocelyn Newman – australijska polityk[371]
  - Ruth Sonntag Nussenzweig – brazylijska immunolog[372]
  - Avichai Rontzki – izraelski generał i rabin[373]
  - Heinrich Schneider – niemiecki politolog[374]
  - Michel Sénéchal – francuski śpiewak, tenor[375]
  - Ülkü Tamer – turecki poeta i tłumacz[376]
  - Michaił Ugarow – rosyjski dramaturg, reżyser teatralny i filmowy, scenarzysta[377][378]

data dzienna nieznana
- Fjodor Koltšin – estoński kombinator norweski pochodzenia rosyjskiego reprezentujący Związek Radziecki[379]
- Ari Koponen – fiński żużlowiec[380]